# 1983 CZ2
1983 CZ2 är en asteroid i huvudbältet som upptäcktes den 15 februari 1983 av den amerikanske astronomen Norman G. Thomas vid Anderson Mesa Station. 
Asteroiden har en diameter på ungefär 5 kilometer.